# Sabejsko kraljevstvo
Saba (arapski: سبأ, Saba, hebrejskki: שבא, Šebā, grčki: Σαβα) je antičko kraljevstvo koje je postojalo između 1000. pr. Kr. – 400. po. Kr. Ovo kraljevstvo spominje se u Bibliji (Stari zavjet) i Kuranu.
Stvarna lokacija povijesnog kraljevstva je i dan danas sporna, brojni noviji dokazi idu u prilog tezi da je to bio Jemen u Južnoj Arabiji
 no neki znanstvenici drže da je to bilo u Eritreji ili Etiopiji.

## Povijest Kraljevstva Saba
Sabejci antički semitski narod iz Južne Arabije, negdje oko 1000. pr. Kr. osnovao je svoju robovlasničku državu Kraljevstvo Saba s glavnim gradom Maribom. Sabejsko kraljevstvo nalazilo se u kraju koji se danas zove Asir u jugozapadnom Jemenu.
Postoji mogućnost da je glavni grad Kraljevstva Saba u samom startu bio Sirvah, ali je to vrlo brzo postao Marib.
Bogatstvo ove države temeljilo se na zemljoradnji, i visokoj tehnici navodnjavanja (Brana Marib), te na trgovini, mirodijama, zlatom i bjelokosti. Sabejci su bili posrednici između Sirije, Mezopotamije, Egipta, Etiopije, Indije a poslije i grčko-rimskog svijeta.
Prvi pisani trag o Kraljevstvu Saba pronađen je u jednom izvješću iz Hadite (Irak), u njemu guverner gradova Sukur i Mari piše da je u sredinom stoljeća pr. Kr. kod Hindana (blizu Abu Kemala) jedna karavana iz Sabe i Teme napadnuta.
Zna se da je sabejski vladar Jitaamar Vatar I., koji je vladao oko 715. pr. Kr.,  uspio oteti neke zemlje Kraljevstvu Kataban – područja južno od Sabe, a osnažio je i utjecaj svog kraljevstva na sjever, na al-Džauf nakon pobjede kod Kaminaha. Ali ubrzo nakon toga Kraljevstvo Saba gubi Kataban od Kraljevstva Ausan (koje se prostiralo na istom ozemlju). Nakon toga kralj Karibil Vatar I. uspio je (oko 685. pr. Kr.) u nekoliko kampanja, pokoriti susjedno Kraljevstvo Ausan, čiji je teritorij uz vazalni Kataban i Najran bio važan za kontrolu trgovine tamjanom. Osim trgovine tamjanom, Sabejsko kraljevstvo kontoliralo je i živu pomorsku trgovinu s obalama istočne Afrike. U tom vremenu Kraljevstvo Saba je uspjelo osnovati svoje trgovačke kolonije po etiopskoj provinciji Tigra i u Eritreji. Iz njih se najvjerojatnije rodila mješovita kultura koja je bila temeljem sabejsko-etiopskog Kraljevstvo Damot (D'mt), koje je kasnije, od 1. stoljeća, postalo Kraljevstvo Aksum.
Za poboljšanje uvjeta života stanovnika Sabe, izgrađena je u 6. st. ili 4. stoljeću prije Krista, slavna Brana Marib. Uz pomoć te brane mogli su se navodnjavati brojni pustinjski tereni na rubu pustinje Rub' al Khali, to je značajno doprinijelo porastu stanovništva Sabe. Negdje u drugoj polovini 6. st. (po Hermann von Wissmannu) ili u 4. stoljeću prije Krista (po Kennethu A. Kitchenu) Sabejski kralj Jiti'amar Bajin II., uspio je završiti Branu Marib, ali je izgubio Minejsko kraljevstvo(Ma'in) i izgleda Najran.

### Postupni gubitak dominacije
U 4. st. prije Krista, dotad vazalna sabejska kraljevstva; Minejsko (Ma'in), Kataban i Hadramaut uspjela su se osloboditi na taj način je Sabejsko kraljevstvo privremeno izgubilo kontrolu nad Putem tamjana.
Za rimskog cara Augusta organizirana je ekspedicija koja je trebala doprijeti do Sabejskog kraljevstva, nju je poveo 25. pr. Kr., Aelius Gallus rimski prefekt Egipta, koji je uspio doprijeti do glavnog Sabejskog grada Mariba ali se morao povući zbog nedostatka vode i bolesti.
Vrhunac svoje moći Sabejsko kraljevstvo doseglo je 225. godine kada je kralju Sha`irum Avtaru uspjelo ponovno zauzeti Hadramaut i na taj način ponovno zagospodariti Putem tamjana.

### Pad pod Himjar i kraj moći Sabejskog kraljevstva
S promjenom trgovačkih putova koja se zbila početkom 1. stoljeća, obalna područja Jemena dobila su na važnosti. Osobito je narasla važnost roga Arapskog poluotoka i Himjarskog kraljevstva koje ga je kontroliralo.
Povjesničar Kenneth A. Kitchen drži da su Himjarsko i Sabejsko kraljevstvo bili u nekoj vrsti unije od 1. – 140. godine, ali se je istovremeno zbivao i raspad Sabejskog kraljevstva na nekoliko plemenskih klanova i dinastija.
Od 2. stoljeća, Kraljevina Himjar praktički je kontrolirala sve trgovačke plovne puteve, no još i tad je stari glavni grad Marib ostao vjersko središte Sabe.
U sabejsko-himjarskoj Bitci kod Hurmata 248./249., izgleda da ni jedna strana nije ostvarila čistu pobjedu, ali je potom oko 260. godine Himjarsko kraljevstvo konačno pokorilo Sabejsko kraljevstvo. Himjariti su se smatrali nasljednicima Sabejaca, ali propast gorskog zaleđa nisu mogli zaustaviti. Sav sustav za navodnjavanje se raspao, što je dovelo do raseljavanja stanovništva Sabe. Nakon što se nekoliko puta urušila za velikih voda, a potom nije popravljana Brana Marib, je konačno napuštena i prepuštena propadanju 572. godine.
Nakon što se u Jemenu na vlast uspeo kralj Du Nuvas 517. godine koji je prihvatio judaizam i imao namjeru da postane službena vjera, Bizant je želio to spriječiti te je pružio potporu etiopskoj Kraljevini Aksum da provali u zemlje Južne Arabije, aksumski kralj Kaleb zauzeo je cijeli Jemen 525. godine. Tako je Jemen jedno kraće vrijeme bio vazalna država Kraljevine Aksum. Nakon toga Jemen pada pod vlast Sasanida, a oko 660. god. pod vlast Arapa.

## Kraljevstvo Saba u Bibliji
Najvažnija priča u Bibliji, je ona o kraljici od Sabe,  koja je privučena glasinama koje su doprijele do njezinog kraljevstva odlučila posvjetiti kralja Salomona u Izrael.
Ime Saba se navodi u Starom zavjetu na više mjesta. Na primjer u priči o Noinim sinovima (Knjiga Postanka 10:7), naveden je Saba, zajedno s Dedanom, kao potomak Nojina sina Hama. U Knjizi Postanka (25:3), Saba i Dedan su navedeni kao sinovi Jokšana, sina Abrahamova. Jedan drugi Saba je naveden u Knjizi Postanka (10:28) kao sin Joktanov, on je još jedan potomak Noina sina Šema. Jedan drugi Saba se spominje u Drugoj knjizi o Samuelu (20:1-22)  on se pobunio protiv kralja Davida, te su mu žitelji Abela odrubili glavu i bacili je preko gradskih zidina da spase svoje živote.
Prema predanjima etiopske pravoslavne crkve, posljednji od triju Saba (Joktanov sin) izvorni je predak semitske komponenta u njihovoj etnogenezi dok za Sabta i Sabteka, sinove Kuša, drže da su preci Kušita.
Židovsko-rimski povjesničar Josip Flavije opisuje mjesto koje on zove Saba, kao kraljevski grad u Etiopiji opasan zidom, nakon njega perzijski kralj Kambiz II. to mjesto zove Meroe. On kaže: "grad kružno 
opasuje Nil, a druge dvije rijeke, Astapus i Astaboras nude i zaštitu od stranih vojski i riječnih poplava". Prema Josipu Flaviju osvajanje Sabe donijelo je veliku slavu mladom egipatskom princu, koji je bio robovsko dijete – Mojsije.

## Arheološki nalazi
Suvremeni arheološki nalazi sve više podupiru tezu da se Kraljevstvo Saba prostiralo u planinama Jemena pored Brane Marib, koja je izgrađena prije više od 2500. godina.
Neki znanstvenici mitsko Kraljevstvo Saba smještaju na jug današnje Saudijske Arabije, te ukazuju na moguću vezu između naroda Sabejaca koji su ionako bili iz Južne Arabije i Kraljevstva Saba.
Po srednjovjekovnoj etiopskoj knjizi Kebra Nagast, Kraljevstvo Saba bilo je smješteno u Etiopiji. Zbog toga neki znanstvenici smještaju Sabu u područje sjeverne Tigre i Eritreju ( to područje se nekada zvalo Saba (kasnije je nazvano Meroa), što je moguće povezati s biblijskim Sabom. Drugi pak znanstvenici misle da je drevna Saba bila antička Ševa (zvana i Šoa, današnja Addis Abeba) u Etiopiji.

## Poveznice
- Knjiga Postanka
- Sabejci
- Eritreja
- Etiopija
- Kraljica od Sabe
- Kralj Salomon
- Kaljevstvo Kataban
- Kraljevina Himjar
- Kraljevstvo Hadramaut
- Jemen

## Vanjske poveznice
- Brana Marib sa stranica Saudi Aramco World Online  Arhivirana inačica izvorne stranice od 7. srpnja 2014. (Wayback Machine)
- Iskopan hram Kraljice od Sabe(2000. BBC)